# 泰安县 (山东省)
泰安县，中国旧县名。
清朝雍正十三年（1735年）置，治所在今山东省泰安市。为泰安府治，亦是泰安府的附郭县。考语评价为：冲、繁、疲、难。1958年曾设泰安市。1963年改市为县。1982年，撤县设市。